# 2006 dans le catholicisme
Chronologie du catholicisme
- 2002
- 2003
- 2004
- 2005
- 2006
- 2007
- 2008
- 2009
- 2010

Cet article présente les faits marquants de l'année 2006 dans le catholicisme.

## Évènements
- 25 janvier : encyclique Deus caritas est de Benoît XVI sur l'amour et la charité.
- 1er mars : Benoît XVI prend la décision de renoncer au titre de « patriarche de l'Occident »
- 24 mars : création de 15 cardinaux par Benoît XVI.
- 25 au 28 mai : voyage apostolique du pape en Pologne.
- 8 au 9 juillet : voyage apostolique du pape en Espagne.
- 8 septembre : fondation de l'Institut du Bon-Pasteur.
- 9 au 14 septembre : voyage apostolique du pape en Allemagne.
  - 12 septembre : discours de Ratisbonne du pape Benoît XVI.
- 13 octobre : Benoît XVI reçoit le 14e Dalaï Lama, chef spirituel bouddhiste du Tibet, dans le cadre d’une « rencontre privée, de courtoisie, aux contenus religieux ».
- 15 octobre : canonisation de Raphaël Guízar Valencia, Théodore Guérin, Philippe Smaldone et Rosa Venerini.
- 28 novembre au 1er décembre : voyage apostolique du pape en Turquie.

## Décès

### Janvier
- 1er janvier : Casiano Floristán, prêtre et théologien espagnol (° 4 novembre 1926)
- 6 janvier : Joseph Milik, prêtre et archéologue polonais (° 24 mars 1922)
- 12 janvier : René de Naurois, prêtre, résistant et ornithologue français, compagnon de la Libération, Juste parmi les nations (° 24 novembre 1906)
- 19 janvier : Pio Taofinu'u, prélat samoan, premier cardinal du Pacifique, archevêque de Samoa-Apia (° 8 décembre 1923)
- 28 janvier : Maurice Testard, prêtre, latiniste, traducteur et enseignant français (° 12 décembre 1921)

### Février
- 9 février : Roger Froment, prélat français, évêque de Tulle (° 15 février 1928)
- 20 février : Paul Marcinkus, prélat américain, président de la banque du Vatican (° 15 janvier 1922)

### Mars
- 5 mars : Donato Squicciarini, prélat italien, diplomate du Saint-Siège et archevêque titulaire de Tiburnia (de) (° 24 avril 1927)
- 9 mars : Vincent Cosmao, prêtre dominicain, économiste et théologien français (° 1er août 1923)
- 10 mars : Jean Hermil, prélat français, évêque de Viviers (° 24 septembre 1917)
- 17 mars : Romeo Panciroli (en), prélat italien, diplomate du Saint-Siège et archevêque titulaire de Noba (de) (° 21 novembre 1923)

### Avril
- 5 avril : Pasquale Macchi, archevêque italien, secrétaire particulier de Paul VI, prélat de Lorette (° 9 novembre 1923)

### Mai
- 1er mai : Raúl Primatesta, cardinal argentin, archevêque de Córdoba (° 14 avril 1919)

### Juillet
- 8 juillet : Jean Debruynne, prêtre et poète français (° 11 mars 1925)
- 11 juillet : 
  - Michel Chartier, prêtre et journaliste français, figure du catholicisme social (° 27 février 1912)
  - Jean Domaine, prêtre italien (° 21 août 1922)
- 13 juillet : Ángel Suquía Goicoechea, cardinal espagnol, archevêque de Madrid (° 2 octobre 1916)
- 20 juillet : André Quélen, prélat français, évêque de Moulins (° 29 novembre 1922)

### Août
- 2 août : 
  - Gabriel Montalvo Higuera, prélat colombien, diplomate du Saint-Siège et archevêque titulaire de Celene (de) (° 27 janvier 1930)
  - Johannes Willebrands, cardinal néerlandais de la Curie, archevêque d'Utrecht (° 4 septembre 1909)
- 26 août : Marie-Dominique Philippe, prêtre dominicain et fondateur français, accusé d'abus sexuels (° 8 septembre 1912)

### Septembre
- 11 septembre : Louis Cornet, prélat français, évêque de Meaux (° 31 octobre 1923)
- 17 septembre : Bienheureuse Leonella Sgorbati, religieuse, missionnaire en Afrique, infirmière et martyre italienne (° 9 décembre 1940)
- 22 septembre : Louis Combes, prêtre, philologue et écrivain français, défenseur de l'occitan (° 30 mai 1925)
- 29 septembre : Louis-Albert Vachon, cardinal canadien, archevêque de Québec (° 4 février 1912)

### Octobre
- 12 octobre : 
  - Bienheureux Carlo Acutis, adolescent italien, "cyber-apôtre" de l'eucharistie (° 3 mai 1991)
  - Auguste Nobou, prélat ivoirien, premier archevêque de Korhogo (° 29 janvier 1928)
- 13 octobre : Dino Monduzzi, cardinal italien de la Curie, précédemment évêque titulaire de Capri (de) (° 2 avril 1922)
- 18 octobre : Mario Francesco Pompedda, cardinal italien de la Curie, précédemment archevêque titulaire de Bisarcio (de) (° 18 avril 1929)

### Novembre
- 3 novembre : Arturo D'Onofrio, prêtre, fondateur et serviteur de Dieu italien (° 8 août 1914)

### Décembre
- 7 décembre : Jean Sahuquet, prélat français, évêque de Tarbes (° 18 novembre 1923)
- 10 décembre : Salvatore Pappalardo, cardinal italien, archevêque de Palerme (° 23 septembre 1918)
- 18 décembre : Maurice Cocagnac, prêtre dominicain, théologien, peintre, écrivain et chanteur français (° 20 juin 1924)